# اقتصاد إداري

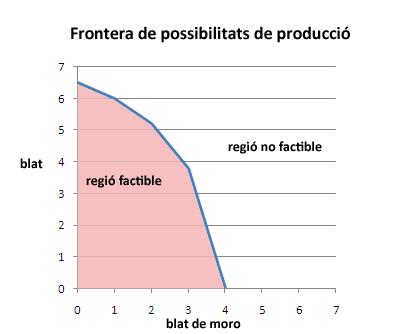

الاقتصاد الإداري هو تطبيق أو استعانة بالنظرية الاقتصادية الجزئية بصفة خاصة والنظرية الاقتصادية الكلية بصفة عامة لاتخاذ القرارات الإدارية للمشروع الاقتصادي والمتعلقة بالمشاكل الإنتاجية والتسويقية والمالية التي تواجه المدير أثناء ممارسة وظائفه الإدارية المختلفة من تخطيط وتنظيم وتوجية ورقابة مما يحقق الكفاءة الاقتصادية للمشروع.
تقدم النظرية الاقتصادية ثلاثة إسهامات في المجال الإداري تتلخص في الآتي:
1. بناء أنماط تحليلية تساعد على معرفة وفهم تركيبة المشاكل الإدارية وعملية اتخاذ القرار بالتركيز على جوهر القضايا المتعلقة بذلك.
2. رفع القدرة التحليلية للمحلل الإداري عبر الأنماط وأدوات التحليل الاقتصادي ذات التطبيق المباشر في واقع المشاكل الإدارية.
3. توضيح وتبسيط الأفكار المتعددة والمتجددة التي تستخدم في التحليل الإداري مما يساعد على تجنب الهفوات والأخطاء المتعلقة بهذه الأفكار.هو استخدام المفاهيم والنظريات الاقتصادية لحل المشكلات الإدارية

## اقرأ أيضاً
- علم الإدارة